# Справжній детектив (телесеріал)
«Справжній детектив» (англ. True Detective) — американський детективний телесеріал, створений Ніком Піццолатто. Показ серіалу розпочався 12 січня 2014 року у США. Перший сезон із восьми епізодів завершився 9 березня 2014 року. Вісім серій другого сезону були показані 21 червня — 9 серпня 2015 року. Прем'єра третього сезону 13 січня — 3 березня 2019 року.
У головних ролях: Меттью Мак-Конегі, Вуді Гаррельсон (перший сезон); Колін Фаррелл, Рейчел Мак-Адамс, Тейлор Кітч, Келлі Райллі, Вінс Вон (другий сезон); Магершала Алі, Кармен Іджого, Стівен Дорфф, Скут Макнейрі, Рей Фішер (третій сезон); Джоді Фостер, Кейлі Ріс (четвертий сезон).

## У ролях

### 1-й сезон
Перший сезон був показаний 12 січня — 9 березня 2014 року.
| Актор             | Персонаж                                     | Роль                                                                  |
| ----------------- | -------------------------------------------- | --------------------------------------------------------------------- |
| Меттью Мак-Конегі | Растін «Раст» Коул англ. Rustin "Rust" Cohle | детектив відділу кримінальних розслідувань Луїзіани, напарник Мартіна |
| Вуді Гаррельсон   | Мартін Гарт англ. Martin Hart                | детектив відділу кримінальних розслідувань Луїзіани, напарник Расті   |
| Мішель Монаган    | Меґґі Гарт англ. Maggie Hart                 | дружина Мартіна                                                       |
| Майкл Поттс       | Меянард Ґілбо англ. Maynard Gilbough         | детектив                                                              |
| Торі Кіттлс       | Томас Папаніа англ. Thomas Papania           | детектив                                                              |

### 2-й сезон
Другий сезон був показаний 21 червня — 9 серпня 2015 року.
| Актор                   | Персонаж                            | Роль                    |
| ----------------------- | ----------------------------------- | ----------------------- |
| Колін Фаррелл           | Рей Велкор англ. Ray Velcoro        | детектив                |
| Рейчел Мак-Адамс        | Ені Безерідес англ. Ani Bezzerides  | детектив                |
| Тейлор Кітч             | Пол Вудроу англ. Paul Woodrugh      | офіцер поліції          |
| Вінс Вон                | Френк Семіон англ. Frank Semyon     | власник клубу           |
| Келлі Райллі            | Джордан Семіон англ. Jordan Semyon  | дружина Френка Семіона  |
| Кріс Керсон             | Нейлз англ. Nails                   | помічник Френка Семіона |
| Річі Костер             | Остін Чеззані англ. Austin Chessani | мер міста               |
| Крістофер Джеймс Бейкер | Блейк Черчмен англ. Blake Churchman |                         |
| Афемо Оміламі           | Голловей англ. Holloway             | начальник поліції       |
| Джеймс Фрейн            | Кевін Барріс англ. Kevin Burris     | лейтенант поліції       |

### 3-й сезон
Прем'єрний показ третього сезону: 13 січня — 24 лютого 2019 року.
| Актор                                  | Персонаж                                                  | Роль     |
| -------------------------------------- | --------------------------------------------------------- | -------- |
| Магершала Алі англ. Mahershala Ali     | Вейн Гейз англ. Wayne Hays                                | детектив |
| Кармен Іджого англ. Carmen Ejogo       | Амелія Ріардон англ. Amelia Reardon                       |          |
| Стівен Дорфф англ. Stephen Dorff       | Роланд Вест англ. Roland West                             | детектив |
| Рей Фішер англ. Ray Fisher             | Генрі Гейз англ. Henry Hays                               |          |
| Бретт Каллен англ. Brett Cullen        | Ґреґ Ларсон англ. Greg Larson                             |          |
| Ісая Морган англ. Isaiah C. Morgan     | Генрі Гейз англ. Henry Hays                               |          |
| Дебора Айорінде англ. Deborah Ayorinde | Бекка Гейз англ. Becca Hays                               |          |
| Різ Вейкфілд англ. Rhys Wakefield      | Фредді Бернс / Генрі Гейз англ. Freddy Burns / Henry Hays |          |
| Емілі Нельсон англ. Emily Nelson       | Маргарет англ. Margaret                                   |          |
| Річард Міген англ. Richard Meehan      | Френкі Бойл англ. Frankie Boyle                           |          |
| Кеннеді Батлер англ. Kennedi Butler    | Бекка Гейз англ. Becca Hays                               |          |

### 4-й сезон
Прем'єрний показ четвертого сезону: 14 січня 2024 року.

## Створення
Канал HBO почав виробництво 8-серійного телесеріалу у квітні 2012 року, сценарій написав Нік Піццолатто, а режисером першого сезону був Кері Фукунага. Зйомки серіалу проходили у Новому Орлеані, штат Луїзіана, де відбуваються події серіалу.

## Показ в Україні

### UATeam
Переклад та озвучення українською мовою першого сезону серіалу зроблено студією «Омікрон» на замовлення студії UA Team.
Перекладач — Юрій Мазур, Віталій Дмитрук, Вадим Сімонов, Павло Чуківський
Звукорежисери — Віктор Кормановський, Ігор Канюк
- Ролі озвучили: Павло Скороходько, Дмитро Рассказов-Тварковський, Анна Чиж, Євген Малуха

### НеЗупиняйПродакшн
Переклад та озвучення українською мовою перших 3 серій другого сезону та 3-го сезону серіалу зроблено студією «НеЗупиняйПродакшн». Студія вирішила не озвучувати українською решту серій 2-го сезону через низькі рейтинги та негативні відгуки критиків на другий сезон. В листопаді 2018 року студія публічно оголосили про озвучення 3-го сезону Справжнього детектива.
- Ролі озвучили:

2-й сезон: Сергій Солопай, Роман Молодій, Дмитро Бузинський, Олександр Солодкий, Юлія Шаповал, Антоніна Якушева (Хижняк) 
3-й сезон: Сергій Солопай, Михайло Войчук, Роман Молодій, Олександр Солодкий, Юлія Шаповал, Антоніна Якушева (Хижняк)

### Телеканал НТН
В Україні серіал демонструвався телеканалом НТН. Показ першого сезону канал розпочав 29 вересня 2014 року і він транслювався з понеділка по четвер о 23.45. Показ другого сезону канал розпочав 5 жовтня 2015 року. Показ третього сезону канал розпочав 17 вересня 2019 року.
Ролі озвучили: Роман Семисал, Дмитро Терещук, Євген Пашин, Людмила Чиншева, Світлана Шекера

### Dniprofilm (ДніпроФільм)
Також переклад та озвучення українською мовою третього сезону серіалу зроблено студією «ДніпроФільм» (Dniprofilm) за фінансування онлайн-казино, реклама якого присутня в релізі.

## Критика
Серіал отримав позитивні відгуки: Rotten Tomatoes дав оцінку 84 % на основі 64 відгуки від критиків (середня оцінка 8,5/10) і 98 % від глядачів із середньою оцінкою 4,7/5 (2,811 голосів). Загалом на сайті серіал має позитивний рейтинг, серіалу зарахований «стиглий помідор» від кінокритиків і «попкорн» від глядачів, Internet Movie Database — 9,3/10 (158 019 голосів), Metacritic — 87/100 (41 відгук критиків) і 9,2/10 від глядачів (1012 голосів). Загалом на цьому ресурсі від критиків і від глядачів серіал отримав позитивні відгуки.

## Список епізодів

#### 1-й сезон
| № | Назва                                                  | Режисер                     | Сценарій                      | Дата виходу у США |
| --- | ------------------------------------------------------ | --------------------------- | ----------------------------- | ----------------- |
| 1 | Довга ясна темрява (The Long Bright Dark)              | Кері Фукунага Cary Fukunaga | Нік Піццолатто Nic Pizzolatto | 12 січня 2014     |
| Кількість переглядів — 2,328 млн 1995 року детективи Раст Коул і Мартін Гарт починають розслідувати вбивство повії Дори Келлі Лангі. Все вказує на те, що це було ритуальне вбивство, а Раст впевнений, що це не перша жертва вбивці. Через 17 років Раста і Мартіна допитують Меянард Ґілбо і Томас Папаніа, оскільки було знайдено труп зі схожими ознаками |                                                        |                             |                               |                   |
| 2 | Видіння (Seeing Things)                                | Кері Фукунага Cary Fukunaga | Нік Піццолатто Nic Pizzolatto | 19 січня 2014     |
| Кількість переглядів — 1,674 млн Раст Коул і Мартін Гарт продовжують розслідування вбивства Дори Келлі Лангі і з'ясовують, що перед смертю вона відвідувала церкву. Детективи знайшли щоденник Дори, де було вказано місце розташування згорілої церкви. На її руїнах вони знайшли зображення жінки з оленячими рогами. Через 17 років Меянард Ґілбо і Томас Папаніа продовжують допитувати Раста і Мартіна. |                                                        |                             |                               |                   |
| 3 | Замкнена кімната (The Locked Room)                     | Кері Фукунага Cary Fukunaga | Нік Піццолатто Nic Pizzolatto | 26 січня 2014     |
| Кількість переглядів — 1,934 млн 1995 року Раст і Мартін знаходять власника згорілої церкви, він повідомляє детективам, що Дору часто бачили з чоловіком зі шрамом на обличчі. |                                                        |                             |                               |                   |
| 4 | Хто там ходить (Who Goes There)                        | Кері Фукунага Cary Fukunaga | Нік Піццолатто Nic Pizzolatto | 9 лютого 2014     |
| Кількість переглядів — 1,985 млн Раст і Мартін повертаються до колишнього чоловіка Дорі і розпитують про його співкамерника Реджі Леду. Виникає припущення, що саме він вбив Дорі, а його місце перебування можливо знає Тайрон Вімс. Після того, як Раст знайшов Тайрона, той сказав, що Реджі працює на байкерів і готує їм наркотики. Раст і Мартін придумали операцію щоб захопити того, хто видасть Реджі, але для цього потрібно було виконати одне завдання. |                                                        |                             |                               |                   |
| 5 | Таємна доля усього життя (The Secret Fate of All Life) | Кері Фукунага Cary Fukunaga | Нік Піццолатто Nic Pizzolatto | 16 лютого 2014    |
| Кількість переглядів — 2,245 млн Раст і Мартін після захоплення Рудого, організовують зустріч з напарником Реджі Леду, після чого, слідкуючи за ним, дізнаються про місце розташування їхньої лабораторії. Проникнувши у неї, Мартін вбиває Леду, а його напарник підривається на міні, а ву лабораторії вони знаходять зниклих раніше дітей. Після закриття справи, життя детективів налагоджується. 2002 року Раста запросили допитати одного підозрюваного у подвійному вбивстві, під час допиту Раст дізнається, що справжній вбивця не був вбитий у лабораторії. Тим часом 2012 року детективи, допитуючи Раста і Мартіна, висувають гіпотезу, що справжній вбивця — це Раст. |                                                        |                             |                               |                   |
| 6 | Будинки з привидами (Haunted Houses)                   | Кері Фукунага Cary Fukunaga | Нік Піццолатто Nic Pizzolatto | 23 лютого 2014    |
| Кількість переглядів — 2,638 млн Раст приходить до Террі Ґудрі і розмовляє про його сина Соні, який пропав безвісти. Террі розказує, що його син ходив до школи Татла, яка працювала за програмою «Джерело». Проте більше нічого не дізнавшись від Террі, Раст покинув його дім, а пізніше його керівництво висварило за піднімання старих справ. Але Раст все рівно продовжує розслідувати і приходить до лікарні де знаходиться Келлі Рейдер, дівчинка, яку Мартін і Раст знайшли у підпільній лабораторії, Келлі розказує про третього чоловіка зі шрамами на обличчі, після чого у неї стається напад. Після цього Раст зустрічається з Татлом і вони розмовляють про «Джерело», після чго Раста відсторонюють на місяць. 2012 року поліцейські намагаються дізнатись, що відбулось 2002 року, оскільки це дуже змінило Раста. |                                                        |                             |                               |                   |
| 7 | Коли ти пішов.. (After You've Gone)                    | Кері Фукунага Cary Fukunaga | Нік Піццолатто Nic Pizzolatto | 2 березня 2014    |
| Кількість переглядів — 2,335 млн 2012 року, після розмови зі слідчими, Раст зістрічається з Мартіном. Останні два роки Раст намагався з'ясувати, хто насправді був вбивцею Дори Келлі Лангі, і переконує Мартіна йому допомогти. Раст з'ясував, що людина зі шрамом з'являлася раніше, а на плантаціях Татла проводились ритуали. Він зібрав докази того, що брати Леду були знайомі з таємничим чоловіком. |                                                        |                             |                               |                   |
| 8 | Форма і порожнеча (Form and Void)                      | Кері Фукунага Cary Fukunaga | Нік Піццолатто Nic Pizzolatto | 9 березня 2014    |
| Кількість переглядів — 3,521 млн Раст і Мартін допитують шерифа Джерассі на яхті, вони розпитують його про Марі Фонтено, дівчинку, що зникла 1990 року. Після того вони повертаються до свого офісу, де розглядаючи докази, помічають важливу зачіпку — фарбований будинок. Детективи починають шукати того, хто фарбував цей будинок. |                                                        |                             |                               |                   |

## Цікаві факти
- Першу, прем'єрну, серію телесеріалу подивилось 2,3 млн глядачів, що є найкращим результатом для прем'єрних показів драм на телеканалі HBO з 2010 року[25]

### Виноски
1. ↑  Fernsehserien.de
2. ↑  Rick Porter (16 жовтня 2013). 'Girls' Season 3 gets a January premiere date along with 'True Detective' and 'Looking' (англ.). Zap2it. Архів оригіналу за 13 січня 2014. Процитовано 8 лютого 2014.
3. ↑  Список епізодів 3 сезону на сайті Міжнародної бази фільмів. [Архівовано 13 березня 2018 у Wayback Machine.] (англ.)
4. ↑  True Detective: Full Cast & Crew (англ.). Internet Movie Database. Архів оригіналу за 22 вересня 2014. Процитовано 8 лютого 2014.
5. ↑  HBO Picks Up Matthew-Woody Series ‘True Detective’ With Eight-Episode Order. Архів оригіналу за 4 листопада 2015. Процитовано 8 лютого 2014.
6. ↑  Dave Walker (12 червня 2013). HBO 'True Detective' teaser signals coming boom of New Orleans-shot TV (англ.). The Times-Picayune. Архів оригіналу за 25 листопада 2018. Процитовано 12 лютого 2014.
7. ↑  Справжній детектив (True Detective). UA Team. Архів оригіналу за 8 лютого 2014. Процитовано 8 лютого 2014.
8. 1 2  Чому ми продовжили озвучувати Справжнього детектива, навіть коли до нього вже була озвучка? (ua) . Процитовано 25 лютого 2019.{{cite web}}:  Обслуговування CS1: Сторінки з параметром url-status, але без параметра archive-url (посилання)
9. ↑  29 вересня на НТН починається показ культового серіалу «Справжній детектив» — НТН, 23 вересня 2014
10. ↑  Культовий американський серіал «Справжній детектив» стартує на НТН 29 вересня. Телекритика. 23 вересня 2014. Архів оригіналу за 4 березня 2016. Процитовано 3 жовтня 2014.
11. ↑  Прем'єра серіалу! Справжні детективи - Колін Фаррел, Вінс Вон, Тейлор Кітч, Рейчел МакАдамс - на НТН. НТН. 29 вересня 2015. Архів оригіналу за 25 січня 2018. Процитовано 25 січня 2018.
12. ↑  На НТН - прем'єрний показ третього сезону культового серіалу "Справжній детектив". НТН. 11 вересня 2019. Архів оригіналу за 29 вересня 2020. Процитовано 19 вересня 2019.
13. ↑  True Detective : Season 1 (англ.). Rotten Tomatoes. Архів оригіналу за 29 вересня 2014. Процитовано 3 жовтня 2014.
14. ↑  True Detective (англ.). Internet Movie Database. Архів оригіналу за 27 квітня 2014. Процитовано 3 жовтня 2014.
15. ↑  True Detective : Season 1 (англ.). Metacritic. Архів оригіналу за 6 листопада 2015. Процитовано 3 жовтня 2014.
16. 1 2  Schedule results for True Detective (англ.). HBO. Архів оригіналу за 1 лютого 2010. Процитовано 8 лютого 2014.
17. ↑  Amanda Kondolojy (14 січня 2014). Sunday Cable Ratings: 'Real Housewives of Atlanta' Wins Night, 'True Detective', 'Ax Men', 'Shameless' & More (англ.). TV by the Numbers. Архів оригіналу за 4 листопада 2015. Процитовано 8 лютого 2014. [Архівовано 4 листопада 2015 у Wayback Machine.]
18. ↑  Sara Bibel (22 січня 2014). Sunday Cable Ratings: 'Real Housewives of Atlanta' Wins Night, 'Keeping Up With the Kardashians', 'Shameless', 'True Detective', 'Girls' & More (англ.). TV by the Numbers. Архів оригіналу за 4 листопада 2015. Процитовано 8 лютого 2014. [Архівовано 4 листопада 2015 у Wayback Machine.]
19. ↑  Amanda Kondolojy (28 січня 2014). Sunday Cable Ratings: 'Real Housewives of Atlanta' Wins Night + 'Live From the Red Carpet', 'Curse of Oak Island', 'Sister Wives' & More (англ.). TV by the Numbers. Архів оригіналу за 4 листопада 2015. Процитовано 8 лютого 2014. [Архівовано 4 листопада 2015 у Wayback Machine.]
20. ↑  Amanda Kondolojy (11 лютого 2014). Sunday Cable Ratings: 'The Walking Dead' Tops Night + 'Real Housewives of Atlanta', 'Keeping Up With the Kardashians' & More (англ.). TV by the Numbers. Архів оригіналу за 22 лютого 2014. Процитовано 11 лютого 2014. [Архівовано 22 лютого 2014 у Wayback Machine.]
21. ↑  Sara Bibel (19 лютого 2014). Sunday Cable Ratings: 'The Walking Dead' Wins Night, NBA All Star Game, 'Real Housewives of Atlanta', 'True Detective', 'Shameless' & More (англ.). TV by the Numbers. Архів оригіналу за 4 листопада 2015. Процитовано 19 лютого 2014. [Архівовано 26 лютого 2014 у Wayback Machine.]
22. ↑  Amanda Kondolojy (25 лютого 2014). Sunday Cable Ratings: 'The Walking Dead' Wins Night, + 'Talking Dead', 'Real Housewives of Atlanta', 'True Detective' & More (англ.). TV by the Numbers. Архів оригіналу за 1 березня 2014. Процитовано 25 лютого 2014. [Архівовано 1 березня 2014 у Wayback Machine.]
23. ↑  Sara Bibel (4 березня 2014). Sunday Cable Ratings: 'The Walking Dead' Wins Night, 'Talking Dead', 'True Detective', Oscars Red Carpet, 'Girls' & More (англ.). TV by the Numbers. Архів оригіналу за 4 листопада 2015. Процитовано 5 березня 2014. [Архівовано 7 березня 2014 у Wayback Machine.]
24. ↑  Amanda Kondolojy (11 березня 2014). Sunday Cable Ratings: 'The Walking Dead' Wins Night, 'Talking Dead', 'The Real Housewives of Atlanta', 'True Detective' & More (англ.). TV by the Numbers. Архів оригіналу за 11 березня 2014. Процитовано 11 березня 2014. [Архівовано 11 березня 2014 у Wayback Machine.]
25. ↑  Skygge (15 січня 2014). "Справжній детектив" з Меттью Мак Конахі зібрав рекордну кількість глядачів. Multikino. Архів оригіналу за 22 лютого 2014. Процитовано 17 лютого 2014.